# Aechmea magdalenae
Aechmea magdalenae es una especie fanerógama de la familia de Bromeliáceas, originaria de Costa Rica, Colombia,  México y Ecuador.

## Descripción
Terrestres, alcanzan un tamaño de 100–200 cm de alto en flor. Hojas 200–300 cm de largo; vainas elípticas, escasamente más anchas que las láminas, enteras, café-lepidotas; láminas liguladas a subliguladas, 5–7.5 cm de ancho, atenuadas, serradas, glabras a inconspicuamente adpreso-lepidotas. Escapo erecto, 48–84 cm de largo o más, blanco-flocoso, glabrescente, brácteas divergentes a patentes o reflexas, más largas que los entrenudos, serradas, foliáceas; inflorescencia (simple) digitado compuesta con 2–5 espigas de 4–15 cm de largo, brácteas primarias como las brácteas superiores del escapo, cinéreo-lepidotas; espigas con 15–20 o más flores polísticas, 4–15 cm de largo, brácteas florales ampliamente ovadas, 3–7 cm de largo, más largas que los entrenudos, alargado-acuminadas, serradas, lepidoto-punteadas abaxialmente, flores sésiles; sépalos 35–38 mm de largo, libres, subsimétricos hasta asimétricos, atenuados, glabrescentes a cinéreo-lepidotos; pétalos amarillos.

## Distribución y hábitat
Especie poco común, bosques húmedos y muy húmedos, bosques pantanosos, zona atlántica; a una altitud de 0–500 m; fl feb, oct, fr probablemente casi todo el año; desde México a Colombia, Venezuela y Ecuador. 

## Usos
Los indígenas extraen las fibras y las utilizan para hacer cañas de pescar, sombreros, hamacas y sogas. Cuando estéril esta especie se parece mucho a los miembros del género terrestre Bromelia.

## Taxonomía
Aechmea magdalenae fue descrita por (André) André ex Baker y publicado en Handbook of the Bromeliaceae 65–66. 1889.
Etimología
Aechmea: nombre genérico que deriva del griego akme ("punta"), en alusión a los picos rígidos con los que está equipado el cáliz.
magdalenae: epíteto
Sinonimia
- Ananas magdalenae (André) Standl.
- Bromelia magdalenae (André) C.H.Wright
- Chevaliera magdalenae André
- Chevaliera magdalenae var. quadricolor (M.B.Foster) L.B.Sm. & W.J.Kress	[2][3]